# 新潮劇院
新潮劇院（しんちょうげきいん）は、中国伝統芸能「京劇」の日本での普及を目的として設立された在日の京劇団である。

## 概要
祖父の代から三代京劇一家で自身も北京京劇院に所属していた京劇俳優・張春祥が、1996年に東京都世田谷区を拠点として設立。設立当初は主演・伴奏を在日の京劇俳優・楽師が務めることで、従来の来日公演より安価に本格伝統京劇を提供。多くの観客に好評を博した。その後は日本人京劇俳優の育成に力を入れ、現在では日本人も主要なメンバーとなっている。
京劇普及のために各地で公演やワークショップを開催。「覇王別姫」のような名作から『骨子老戯（ぐーずーらおしー）』と呼ばれる古典に至るまで幅広い演目を上演する傍ら、劇団名である『新潮』の通り、先進的な芸術活動にも邁進。「日本語セリフの導入」「歌舞伎、ミュージカルなど他ジャンルとのコラボレーション」「伝統的な台本をアレンジした創作京劇の発表」などを行っている。
日中交流活動や慈善活動も積極的に行い、2008年の四川省大地震や、2011年の東日本大震災では急遽チャリティー公演を開催、被災者への義援金を募った。

## 公演スタイル
外国の伝統芸能である京劇を日本人にわかりやすく伝えるため様々な取り組みを行っている。

### 公演前レクチャー
上演前に日本人京劇俳優・張烏梅や明治大学教授・加藤徹による京劇レクチャーがある。京劇の歴史や観劇に必要な様式の知識を事前に伝えるとともに、拍手や掛け声の練習をさせて、観客と一体となった舞台の雰囲気を創り上げる。

### 日本人向けの演出
中国文化を背景としたジョークや、京劇独特のわかりにくい様式などには演出を加え、日本人が見ても違和感がないようにしている。

### 日本語セリフの導入
日本人俳優（特に道化役）には日本語でセリフを喋らせる。受け答えが日本語になることで、字幕の読み取りに追われることなくスムーズな観劇が可能となっている。

## 日本人の育成
設立当初より「日本人京劇俳優の輩出」をテーマに、日本人に対する京劇指導を行っている。

### 京劇教室
2002年より一般参加者を対象とした京劇教室を開講。生徒達により行われる京劇発表会は、楽師「洪剛」が主催する鑼鼓（京劇音楽）教室との合同で行われ、演技・演奏すべてが日本人による本格的京劇として話題となる。
2014年には教室に参加している小学生・大島陸が中国で開催された第18回「中国児童戯曲梅花賞」にて金花賞を受賞した。

### 研修制度
2009年より中国戯曲学院大学で講師を務めた京劇俳優・張桂琴を迎え、本格的な研修制度を開始。日本人京劇俳優のレベルアップに努めている。

## 主要メンバー

### 中国人俳優
- 張春祥
- 盧思
- 張桂琴
- 殷秋瑞
- 侯偉
- 程孫耘
- 張菊会

### 日本人俳優
- チャンチンホイ
- 張烏梅
- 張小山
- 塚田拓也（現劇団四季）

### 劇団研修生
- 樋口理世
- 張飛鳳
- 竹口美鈴
- 貴船惠子

### 楽師
- 洪鋼
- 許佳
- 金虹
- 竹楽
- 関潔沁
- 李海波

## 公演履歴

### 1996～2000年
- 1996年2月 - 横浜市芸術文化振興財団主催 泉区テアトルフォンテ「二将軍・覇王別姫」
- 1996年9月 - 愛知県文化振興事業団主催 碧南市芸術文化ホール・シアターサウス「三岔口・覇王別姫」
- 1996年11月 - 横浜市芸術文化振興財団主催 横浜開港記念館「三岔口・覇王別姫」
- 1997年1月 - 葛飾区文化国際財団主催 かつしかシンフォニーヒルズ「三岔口・覇王別姫」
- 1997年9月 - 豊島区コミュニティ振興公社主催 東京芸術劇場「二将軍・覇王別姫」
- 1998年6月 - 葛飾区文化国際財団主催 かつしかシンフォニーヒルズ「二将軍」
- 1999年2月 - 横浜市国際交流協会主催 横浜女性フォーラム「覇王別姫・三岔口」
- 1999年6月 - 両国シアターΧ提携公演「拾玉鐲・十字坡・蜈蚣嶺」
- 2000年6月 - 芸術文化振興基金助成公演 シアターΧ「鐘馗嫁妹・打魚殺家」（大駱駝艦客演）

### 2001～2005年
- 2001年9月 - 両国シアターΧ国際ダンスフェスティバル「中国の不思議な役人」（創作京劇）
- 2002年3月 - 両国シアターΧ提携公演「邯鄲の夢」（劇団黒テント・田村義明客演）
- 2002年8月 - 青山スパイラルホール提携公演「孫悟空VS白骨精」（新編京劇　米米CLUB・ジェームス小野田、劇団黒テント・田村義明客演）
- 2002年9月 - 愛知県文化振興事業団主催 碧南市芸術文化ホール・シアターサウス「孫悟空VS白骨精」（新編京劇　米米CLUB・ジェームス小野田、劇団黒テント・田村義明客演）[5]
- 2003年5月 - 新潮劇院主催 世田谷区烏山区民センターホール「第一回　京劇発表会」
- 2003年7月 - 新潮劇院主催 世田谷区烏山区民センターホール「張飛と馬超・腕輪を拾って・蜈蚣嶺」
- 2003年7月 - テレビ朝日ドラマ「流転の王妃」劇中劇として「二将軍」を撮影
- 2003年12月 - 葛飾区文化国際財団提携公演「孫悟空VS白骨精」（新編京劇再演　米米CLUB・ジェームス小野田、劇団黒テント・田村義明客演）
- 2004年6月 - 名古屋アートピアホール「孫悟空～竜宮で大暴れ・腕輪を拾って・三岔口」
- 2005年2月 - 新潮劇院主催 世田谷区烏山区民センターホール「第二回　京劇発表会」
- 2005年6月 - 新潮劇院主催 世田谷区烏山区民センターホール「孫悟空～竜宮で大暴れ・小上墳・三岔口」
- 2005年10月 - 早稲田大学21世紀COE演劇研究センター・演劇博物館主催 大隈講堂「崑曲京劇公演（挑滑車）」
- 2005年12月 - 仙川KICK BACK CAFE「覇王別姫・扈家荘・創作京劇（挑滑車＋雁蕩山）」

### 2006～2010年
- 2006年5月 - 新潮劇院主催 世田谷区烏山区民センターホール「孫悟空　仙桃を盗むの巻・鉄弓縁・挑滑車」
- 2006年5月 - 名古屋市芸術創造センター「孫悟空　仙桃を盗むの巻・鉄弓縁・挑滑車」
- 2006年12月 - 新潮劇院主催 世田谷区烏山区民センターホール「小商河・双下山・打瓜園」
- 2008年2月 - 新潮劇院主催 世田谷区烏山区民センターホール「邯鄲の夢」（新編京劇再演）
- 2008年9月 - 新潮劇院主催 大田区民プラザ 四川省大地震チャリティ公演「京劇」
- 2009年5月 - 新潮劇院主催 新宿区四谷区民センターホール「安天会・遊龍戯鳳」
- 2009年7月 - 新潮劇院主催 世田谷区烏山区民センターホール「安天会・除三害」
- 2009年10月 - 新潮劇院主催 墨田区曳舟文化センター 中華人民共和国建国60周年記念事業　京劇公演「二将軍・双背凳（全編日本語京劇）・三岔口」
- 2010年1月 - 新潮劇院主催 世田谷区成城ホール 京劇「穆桂英」
- 2010年5月 - 兵庫県立文化芸術センター主催「はじめての京劇　～打焦賛～」
- 2010年5月 - 横浜市関内ホール 京劇「孫悟空vs孫悟空」（新編京劇　石山雄太,中川晃教,米米CLUB・ジェームス小野田、大駱駝艦客演）
- 2010年6月 - 中野区なかのZERO京劇「孫悟空vs孫悟空」（新編京劇再演　石山雄太,米米CLUB・ジェームス小野田、大駱駝艦客演）
- 2010年12月 - 新潮劇院主催 世田谷区玉川区民会館ホール 京劇「骨子老戯(状元譜・貴妃酔酒・打焦賛)」

### 2011～2014年
- 2011年1月 - 新潮劇院主催 世田谷区烏山区民センターホール「第三回　京劇発表会」
- 2011年2月 - 三越劇場「よみがえる琉球芸能 江戸上り（唐躍「打花鼓」）」
- 2011年4月 - 新潮劇院主催 新宿区四谷区民センターホール 東北関東大震災チャリティー公演 京劇「孫悟空vs白骨精」（新編京劇再演）
- 2011年5月 - 沼袋地域センター 実験公演「京劇と歌舞伎の融合」（創作京劇）
- 2011年6月 - 兵庫県立文化芸術センター主催「はじめての京劇京劇Ⅱ ～孫悟空龍宮で大暴れ～」
- 2011年7月 - 新潮劇院主催 新宿区四谷区民センターホール「京劇の世界～中国伝統芸能への誘(いざな)い～（二将軍・貴妃酔酒・除三害）」
- 2011年9月 - 千葉県立房総のむら「京劇＆歌舞伎―孫悟空、龍宮で大暴れ―」（創作京劇）
- 2011年9月 - 大田区産業プラザPiO 大展示ホール「三国志フェス2013（二将軍）」
- 2011年11月 - 中野区野方区民ホール「日本京劇芸術祭（二将軍・扈家荘・覇王別姫）」
- 2011年12月 - 沖縄県浦添市てだこホール「よみがえる琉球芸能 江戸上り」（唐躍「打花鼓」）
- 2012年2月 - 新潮劇院主催 世田谷区成城ホール  新春公演　京劇「樊江関」
- 2012年3月 - 清瀬けやきホール主催 「ニーハオ！京劇　打焦賛」
- 2012年8月 - 新潮劇院主催 世田谷区玉川区民会館 日中国交正常化40周年記念公演 京劇「三国志～古城会～関羽千里行より」
- 2012年9月 - 愛知県豊田市能楽堂主催「京劇の世界～隣国・中国の伝統演劇～（二将軍・覇王別姫）」
- 2012年11月 - 兵庫県立文化芸術センター主催「はじめての京劇京劇Ⅲ ～天女散花／張飛と馬超～」
- 2013年1月 - 新潮劇院主催 中野区なかのZERO	「新潮劇院 新春京劇祭」(鐘馗嫁妹/貴妃酔酒/小商河/鉄弓縁/華容道)
- 2013年2月 - 清瀬けやきホール主催 「ニーハオ！京劇　覇王別姫」
- 2013年9月 - 新潮劇院主催 せんがわ劇場 「小商河・虹霓関」[6]
- 2013年9月 - 横浜産貿ホール・マリネリア 曹操魏公就任1800年記念「三国志フェス2013（撃鼓罵曹）」
- 2013年10月 - 集英社主催 「北方謙三と、京劇 <岳飛伝>を楽しもう！」
- 2013年11月 - 兵庫県立文化芸術センター主催「はじめての京劇Ⅳ ～鉄弓縁～」
- 2013年11月 - 新潮劇院主催 新宿区角筈ホール「第四回　京劇教室・鑼鼓教室合同発表会」
- 2013年12月 - 新潮劇院主催 世田谷区玉川区民会館ホール クリスマス京劇公演「林冲夜奔・覇王別姫」
- 2014年3月 - 清瀬けやきホール主催 「ニーハオ！京劇　虹霓関」
- 2014年9月 - 新潮劇院主催 世田谷区成城ホール 京劇「十三妹（シィサンメイ）～児女英雄伝」（米米CLUB・ジェームス小野田客演）